# Secretaría de Programación y Presupuesto
La Secretaría de Programación y Presupuesto (SPP) de México fue una Secretaría de Estado creada por el presidente Adolfo López Mateos en 1958 con el nombre de Secretaría de la Presidencia de la República, con el objetivo de concentrar la planeación y estrategias de todas las restantes dependencias de la Administración Pública Federal, con lo cual se convirtió en la práctica en una Jefatura de Gabinete. La Secretaría de la Presidencia adquirió la planificación de las labores que desarrollaría cada una.
En 1976 el presidente José López Portillo modificó sus atribuciones y su nombre, transformándola en la Secretaría de Programación y Presupuesto, lo cual le atribuyó muchas funciones que hasta ese momento tenía la Secretaría de Hacienda y Crédito Público en el ramo presupuestal y centró sus funciones en la elaboración de los llamados Planes Nacionales de Desarrollo del gobierno lopezportillista.
En 1992 el presidente Carlos Salinas de Gortari resolvió desaparecer la SPP, que fue incorporada íntegramente con todas sus atribuciones a la Secretaría de Hacienda y Crédito Público.
La Secretaría de Programación y Presupuesto cobró interés particular debido a que los tres últimos presidentes de México postulados por el Partido Revolucionario Institucional: Miguel de la Madrid, Carlos Salinas de Gortari y Ernesto Zedillo (los llamados tecnócratas) ocuparon su titularidad durante el gobierno de su inmediato antecesor.

## Lista de Secretarios de Programación y Presupuesto de México

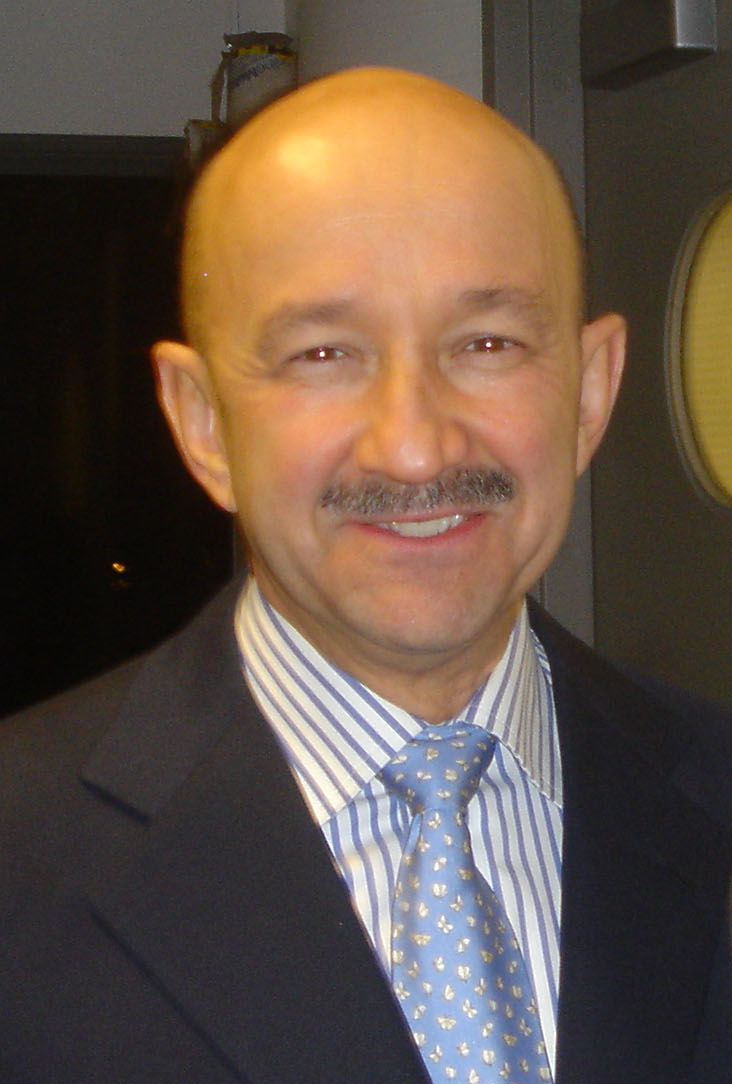
Carlos Salinas de Gortari, 1982-1987.

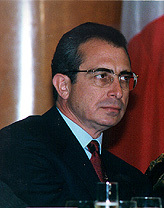
Ernesto Zedillo Ponce de León, 1988-1992.

### Secretaría de la Presidencia de la República
- Gobierno de Adolfo López Mateos (1958 - 1964)
  - (1958 - 1964): Donato Miranda Fonseca

- Gobierno de Gustavo Díaz Ordaz (1964 - 1970)
  - (1964 - 1970): Emilio Martínez Manautou

- Gobierno de Luis Echeverría Álvarez (1970 - 1976)
  - (1970 - 1975): Hugo Cervantes del Río
  - (1975 - 1976): Ignacio Ovalle Fernández

### Secretaría de Programación y Presupuesto
- Gobierno de José López Portillo (1976 - 1982)
  - (1976 - 1977): Carlos Tello Macías
  - (1977 - 1979): Ricardo García Sainz
  - (1979 - 1981): Miguel de la Madrid Hurtado
  - (1981 - 1982): Ramón Aguirre Velázquez

- Gobierno de Miguel de la Madrid (1982 - 1988)
  - (1982 - 1987): Carlos Salinas de Gortari
  - (1987 - 1988): Pedro Aspe Armella

- Gobierno de Carlos Salinas de Gortari (1988 - 1994)
  - (1988 - 1992): Ernesto Zedillo Ponce de León
  - (1992): Rogelio Gasca Neri